# ليلى المقبالي
ليلى المقبالي (من مواليد 1985م، بـدبي في الإمارات العربية المتحدة)، هي إعلامية وممثلة إماراتية ومذيعة ومقدمة برامج على قناة «سما دبي»، ومقدمة برنامج «السنيار» و«شاعر المليون» للموسم الثالث. وقد توجّهت لاحقاً في عام 2015م، إلى مجال التمثيل عبر مسلسل دبي لندن دبي، حيث قامت بآداء دور البطولة في المسلسل، من خلال شخصية البطلة الجازية.

## حياتها
وُلدت ليلى المقبالي في عام 1985م، وازدادت وترعرعت بـدبي في الإمارات العربية المتحدة، وقد حصلت على بكالوريوس في العلاقات العامة، ما أهّلها لمزاولة الإعلام في بداياتها المهنية الأولى في عام 2008م، حيث قدمت وقتها برنامجاً عن مسابقة «نجوم الخليج» في دورته الأولى، وساعدها في هذا الوقت عبد العزيز الجاسم على دخول هذا المجال وإظهار قدرتها في التقديم، لأنه اقتنع جداً بموهبتها، إذ رشحها بعد «نجوم الخليج»، لتقديم برنامج بعنوان «فالكم طيب»، بعد ذلك، اتجهت نحو البرامج الشعرية، حيث رشحتها قناة «فواصل» لتقديم أحد البرامج الخاصة بالشعر، إضافة إلى مشاركتها في برنامج «شاعر المليون»، خصوصاً أنها كانت أصغر مذيعة تشارك في تقديم هذا البرنامج، ثم انتقلت بعدها إلى قناة «أغاني» وقدمت برنامجاً موسيقياً بعنوان «أغاني على الطلب»، الذي اختص بتقديم أغنيات للمشاهدين عن طريق التواصل معهم بالرسائل الهاتفية خاضت جانب الإعلامي أحمد عبد الله، تجربة التمثيل للمرة الأولى في مسلسل «دبي لندن دبي»، الذي بث على شبكة تلفزيون دبي في الموسم الدرامي الرمضاني.

## أعمالها البارزة[6][7]

### المسلسلات التلفزيونية
| ر.ت | سنة الإنتاج | اسم المسلسل        | الشخصية        |
| --- | ----------- | ------------------ | -------------- |
| 1   | 2015        | مسلسل دبي لندن دبي | البطلة الجازية |
| 2   | 2017        | مسلسل ممنوع الوقوف | شروق           |
| 3   | 2016        | مسلسل غمز البارود  |                |
| 4   | 2023        | مسلسل طوق الحرير   | نرجس           |
| 5   | 2024        | مسلسل ذاكرة قلب    | سارة           |

### من البرامج
| ر.ت | سنة الإنتاج | اسم البرنامج                  | اسم قناة البثّ                  |
| --- | ----------- | ----------------------------- | ------------------------------ |
| 1   |             | برنامج آخر الأسبوع            | قناة سما دبي                   |
| 2   | 2012        | برنامج وطني أنا               | قناة سما دبي، قناة تلفزيون دبي |
| 3   | 2013        | برنامج السّنيار                | قناة سما دبي                   |
| 4   |             | برنامج المهرجان والنّاس        | قناة سما دبي                   |
| 5   |             | برنامج شاعر المليون           | قناة أبو ظبي                   |
| 6   |             | برنامج أغاني على الطّلب        | قناة أغاني                     |
| 7   | 2011        | الدورة 1 من برنامج نجم الخليج | قناة نجوم                      |
| 8   |             | برنامج «فواصل» الشّعري         | قناة فواصل                     |
| 9   | 2023        | برنامج سما أفينيو             | قناة سما دبي                   |

## أبرز جوائزها
● حازت على لقب أجمل وجه إعلامي، في عام 2008م.
● نالت لقب أفضل مذيعة في عام 2013م، عن تقديمها في برنامج «السّنيار».

## وصلات خارجية
● ليلى المقبالي على موقع قاعدة بيانات الأفلام العربية.